# Добжинево-Дуже (гміна)
Гміна Добжинево-Дуже (пол. Gmina Dobrzyniewo Duże) — сільська гміна у східній Польщі. Належить до Білостоцького повіту Підляського воєводства.
Станом на 31 грудня 2011 у гміні проживало 8565 осіб.

## Територія
Згідно з даними за 2007 рік площа гміни становила 160.67 км², у тому числі:
- орні землі: 57.00%
- ліси: 36.00%

Таким чином, площа гміни становить 5.38% площі повіту.

## Населення
Станом на 31 грудня 2011:
| Опис     | Загалом | Загалом | Чоловіки | Чоловіки | Жінки | Жінки |
| -------- | ------- | ------- | -------- | -------- | ----- | ----- |
| одиниця  | осіб    | %       | осіб     | %        | осіб  | %     |
| все      | 8565    | 100     | 4272     | 49.88    | 4293  | 50.12 |
| міське   | 0       | 100     | 0        |          | 0     |       |
| сільське | 8565    | 100     | 4272     | 49.88    | 4293  | 50.12 |

## Сусідні гміни
Гміна Добжинево-Дуже межує з такими гмінами: Васильків, Книшин, Крипно, Тикоцин, Хорощ, Чарна-Білостоцька.